# Онопченко Микола Маркович
Мико́ла Ма́ркович Оно́пченко (нар. 1920 — пом. 1998) — радянський військовий льотчик-винищувач часів Другої світової війни, командир ескадрильї 163-го гвардійського винищувального авіаційного полку 229-ї винищувальної авіаційної дивізії 4-ї повітряної армії, гвардії старший лейтенант. Герой Радянського Союзу (1946).
Почесний громадянин міста Севастополя.

## Життєпис
Народився 3 жовтня 1920 року в селі Манили, нині Валківського району Харківської області, в селянській родині. Українець. Закінчив 9 класів школи і Харківський аероклуб. Працював на Харківському миловарному заводі.
До лав РСЧА призваний у вересні 1940 року. У 1942 році закінчив Чугуївську військову авіаційну школу пілотів.
На фронтах німецько-радянської війни з липня 1942 року. Воював у складі 249-го (з 14.04.1944 року — 163-го гвардійського) винищувального авіаційного полку на Закавказькому, Північно-Кавказькому, 4-му Українському, 2-му Білоруському фронтах та у окремій Приморській армії. Літав на винищувачах ЛаГГ-3, Ла-5, Ла-7.
За роки війни здійснив 642 бойових вильоти, з них 446 — на повітряну розвідку. Провів 87 повітряних боїв, у яких збив особисто 14 та у складі групи — 6 літаків супротивника. Ще 1 літак знищив на землі.
Після закінчення війни продовжив військову службу у ВПС СРСР. У 1948 році закінчив Вищі льотно-тактичні курси удосконалення офіцерського складу. У 1959 році полковник М. М. Онопченко вийшов у запас.
Мешкав у місті Ступіно Московської області, працював контрольним майстром на одному з підприємств міста. Помер 3 травня 1998 року.

## Нагороди
Указом Президії Верховної Ради СРСР від 15 травня 1946 року за відвагу і героїзм, виявлені в роки німецько-радянської війни, гвардії старшому лейтенантові Онопченку Миколі Марковичу присвоєне звання Героя Радянського Союзу з врученням ордена Леніна і медалі «Золота Зірка» (№ 9010).
Також нагороджений трьома орденами Червоного Прапора (02.05.1943, 15.04.1944, 30.04.1945), орденом Олександра Невського (12.07.1944), двома орденами Вітчизняної війни 1-го ступеня (06.09.1943, 11.03.1985), двома орденами Червоної Зірки (19.10.1943, …) і медалями.